# Makiko Hirabayashi

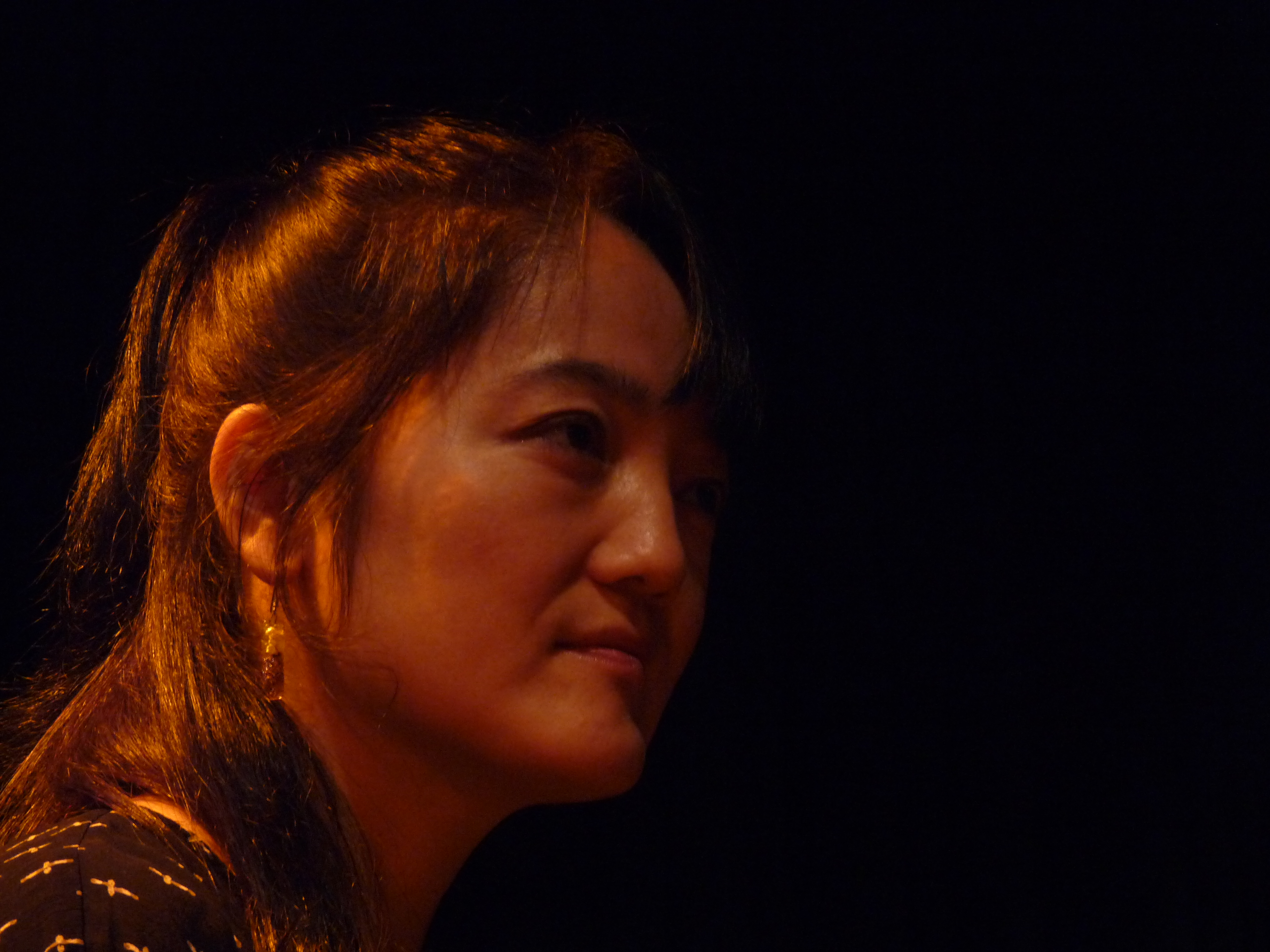
Makiko Hirabayashi

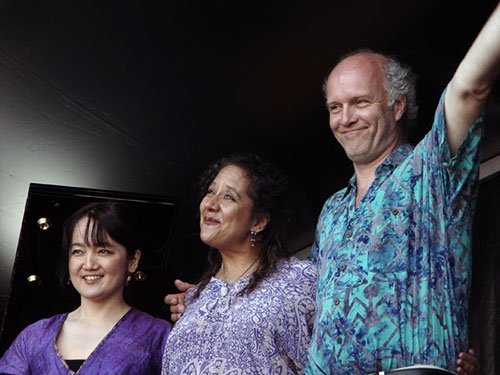
Makiko Hirabayashi Trio, Marilyn Mazur (d), Klavs Hovman (b)

Makiko Hirabayashi (jap. 平林 牧子 Hirabayashi Makiko; * 17. September 1966 in der Präfektur Tokio) ist eine japanische Pianistin und Komponistin im Bereich Jazz und Weltmusik.

## Leben und Wirken
Geboren in Tokio spielte Hirabayashi bereits ab dem vierten Lebensjahr Klavier und ab dem neunten Lebensjahr Violine. In ihrer Jugend besuchte sie eine englische Schule in Hongkong und befasste sich mit klassischer Musik, bevor sie den Jazz entdeckte. Ihr Musikstudium absolvierte sie auf dem Berklee College of Music in Boston und dem Rytmisk Musikkonservatorium in Kopenhagen. Seit 1990 lebt sie in der dänischen Hauptstadt. 
2001 gründete Hirabayashi ihr eigenes Jazztrio zusammen mit Klavs Hovman (Kontrabass) und Marilyn Mazur (Schlagzeug). Dessen zweites Album Hide and Seek erhielt einen Jazz Audio Disk Award als bestes Instrumental-Album 2009 und im selben Jahr den Jazz Melody Award für das Titelstück vom japanischen Jazz Critique Magazine. 2023 erschien mit dieser Formation das Album Metéora, benannt nach den gleichnamigen Klöstern in Thessalien.
Im Quintett Bespeak trat Hirabayashi mit den Vokalisten Dalia Faitelson, Randi Potoppidan und Anders Børup sowie der Cellistin Soma Allpass auf (Eggs and Hippopotami 2016). Weitere Alben spielte sie mit der Flötistin Mariane Bitran und mit dem Trompeter Flemming Agerskov ein. Zudem ist sie an Ingrid Hagels Album Tharapita beteiligt.

## Diskografische Hinweise
- Makiko (Enja 2006)
- Mariane Bitran & Makiko Hirabayashi 5tet Grey to Blue (Stunt 2008, mit Bob Rockwell, Erik Olevik, Morten Lund)
- Hide and Seek (Enja 2009)
- Makiko Hirabayashi & Flemming Agerskov: Binocular (Stunt 2010)
- Surely (Enja 2013)
- Where the Sea Breaks (Yellowbird/Enja 2017, mit Klaus Hovman, Marilyn Mazur sowie Jakob Buchanan)[3]
- Weavers (Enja 2021, mit Fredrik Lundin, Thommy Andersson, Bjørn Heebøll)[4]
- Metéora (Enja 2023)